# Вилорогові
Вилорогові (Antilocapridae) — родина ссавців з ряду Оленеподібні (Cerviformes, seu Artiodactyla), сестринська група до оленевих (Cervidae), бикових (Bovidae) і жирафових (Giraffidae), разом з якими формує підряд «жуйних» (Pecora). Найбличими родичами вилорогових є жирафові, разом з якими вони формують надродину Giraffoidea. Вилорогові є ендеміками Північної Америки, за її межі вони ніколи не виходили.

## Характеристика
Сучасний вилоріг зустрічається в степах та пустелях Північної Америки. Тварини середніх розмірів, з довжиною та висотою тіла в межах 1–1,5 м і вагою до 60 кг. У них приземкувате тіло з довгими та тонкими ногами. Їхня шерсть є блідо-коричнева на спині та білувата на черевній частині з характерними білими та чорними плями на голові та шиї. Щільне хутро чудово захищає тварин як від холоду, так і від надмірного тепла. Основною ознакою, яка вирізняє вилорогів серед інших копитних є їхні роги, які як і в порожнисторогих складаються з кератинових чохлів над кістяною основою, проте відрізняються тим, що кератинові чохли періодично скидаються (щорічно у самців, та нерегулярно у самиць). Роги прямі та складаються з двох відгалужень чи вил. Коротше відгалуження тягнеться вперед, і довше, що тягнеться в протилежний бік.
Вилороги найшвидші тварини серед бігунів на довгі дистанції, в деяких випадках досягають швидкості до 95 км/год, та підтримують швидкість понад 50 км/год на дистанціях в декілька кілометрів.
Ці парнокопитні переважно перебувають у невеликих стадах або групах влітку, а взимку збираються у більші скупчення. Їхні стада мають добре розвинуту соціальну ієрархію. Вилороги є полігамними тваринами, тобто самиці в період розмноження запліднюють декілька самиць. Вилороги володіють досконалим зором, завдяки розміщенню їх очей, високо на черепі, це пристосування дає можливість пильнувати хижаків коли вони пасуться.

## Еволюція
Вилорогові виникли в Північній Америці, де вони займали екологічну нішу, аналогічну тій, яку займали бикові Старого Світу. В міоцені і пліоцені вони були ріноманітною і успішною групою, що включала багато видів. У деяких видів були чудернацькі роги химерної форми, або багато рогів (чотири або шість).

## Види
- підродина Antilocaprinae
  - Триба Antilocaprini
    - Рід Antilocapra
      - Antilocapra americana - Вилоріг

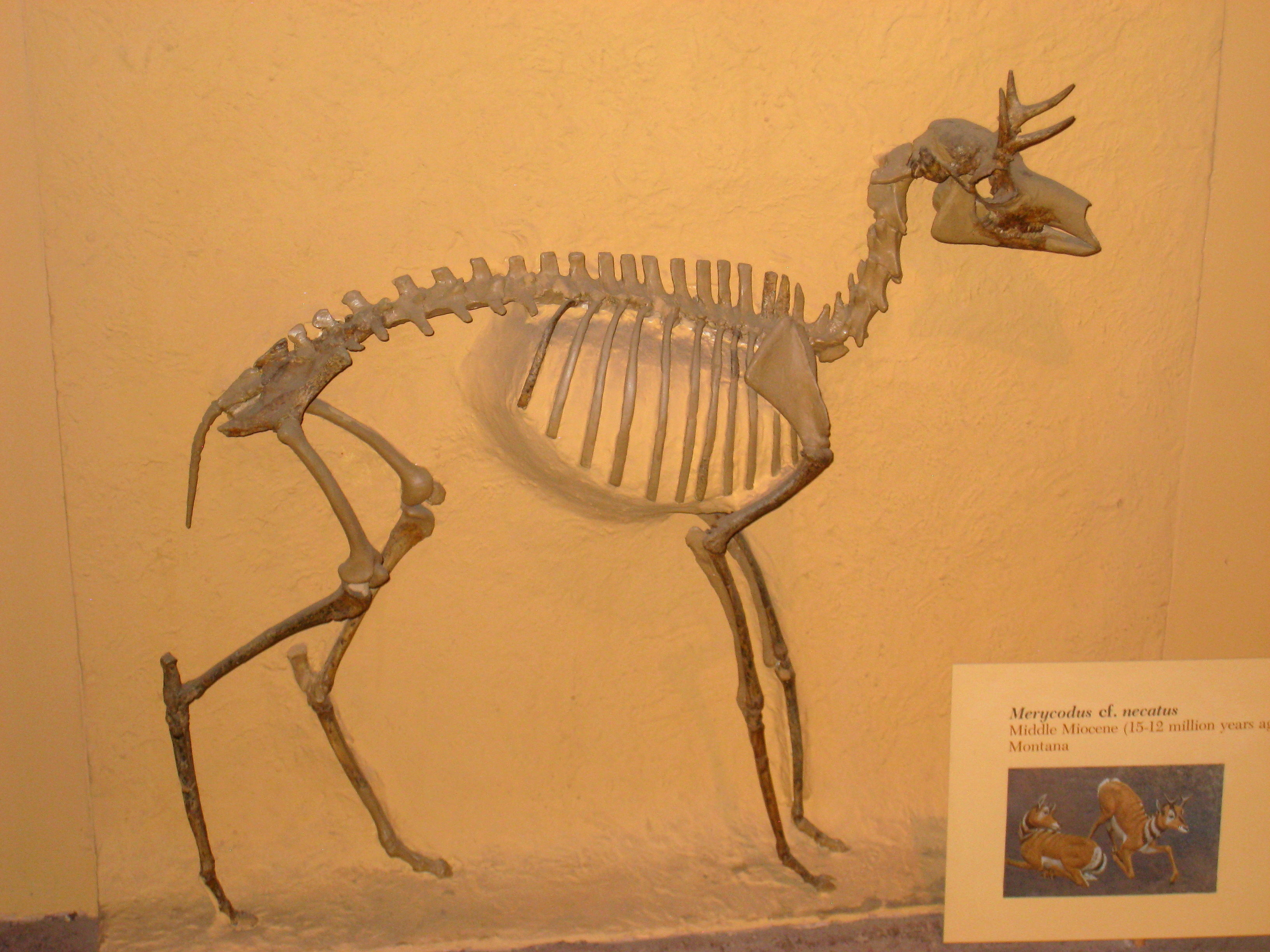
Скелет Merycodus nectatus

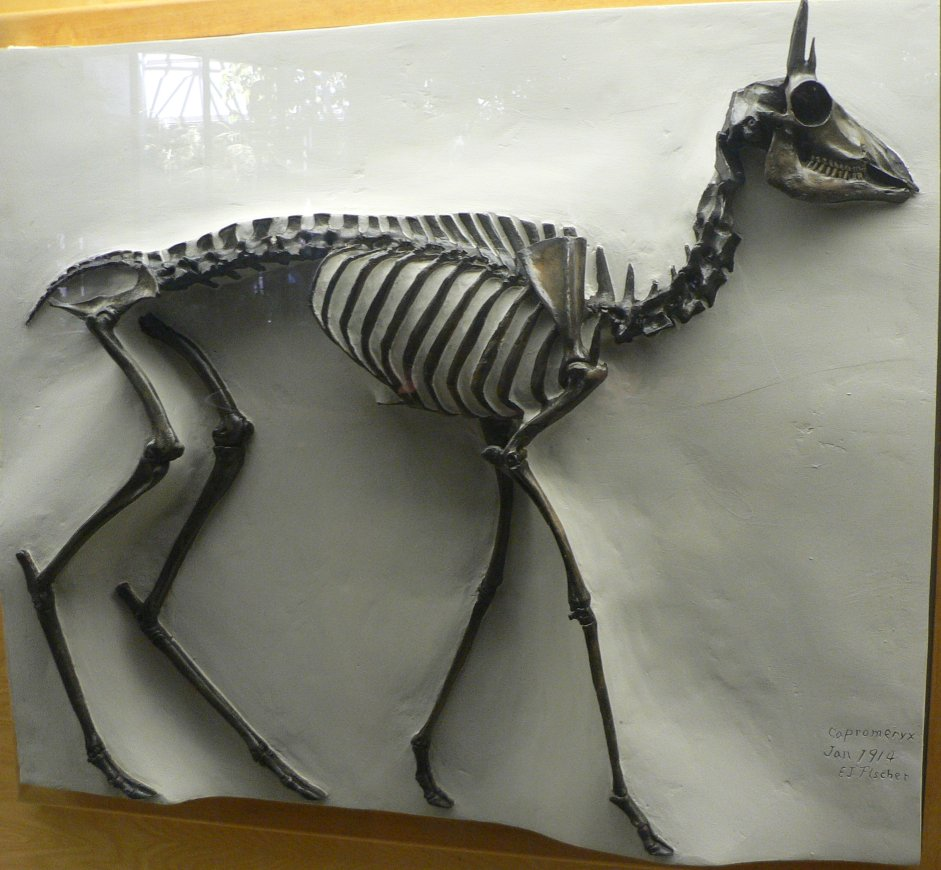
Скелет Capromeryx minor

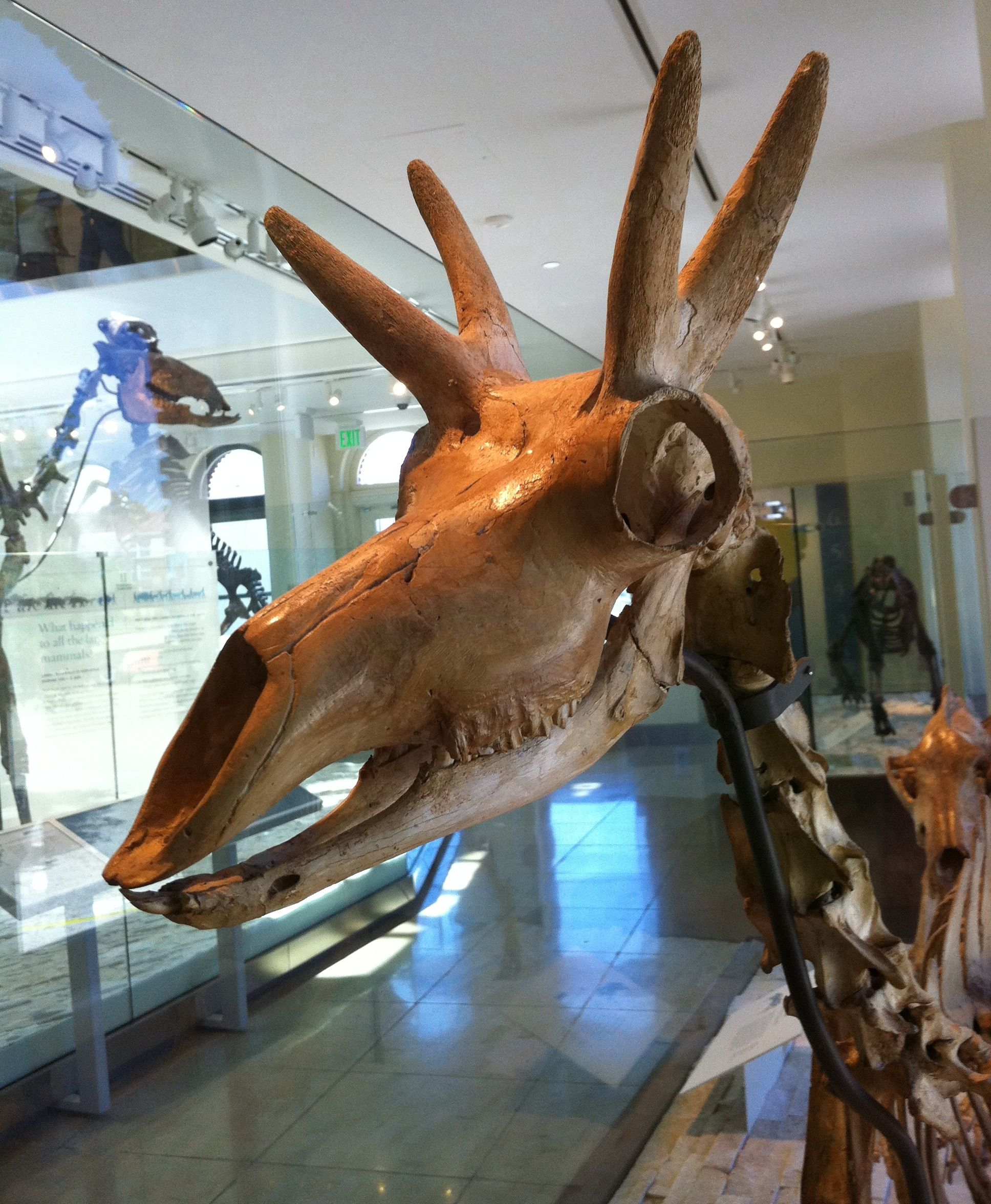
Череп Stockoceros conklingi

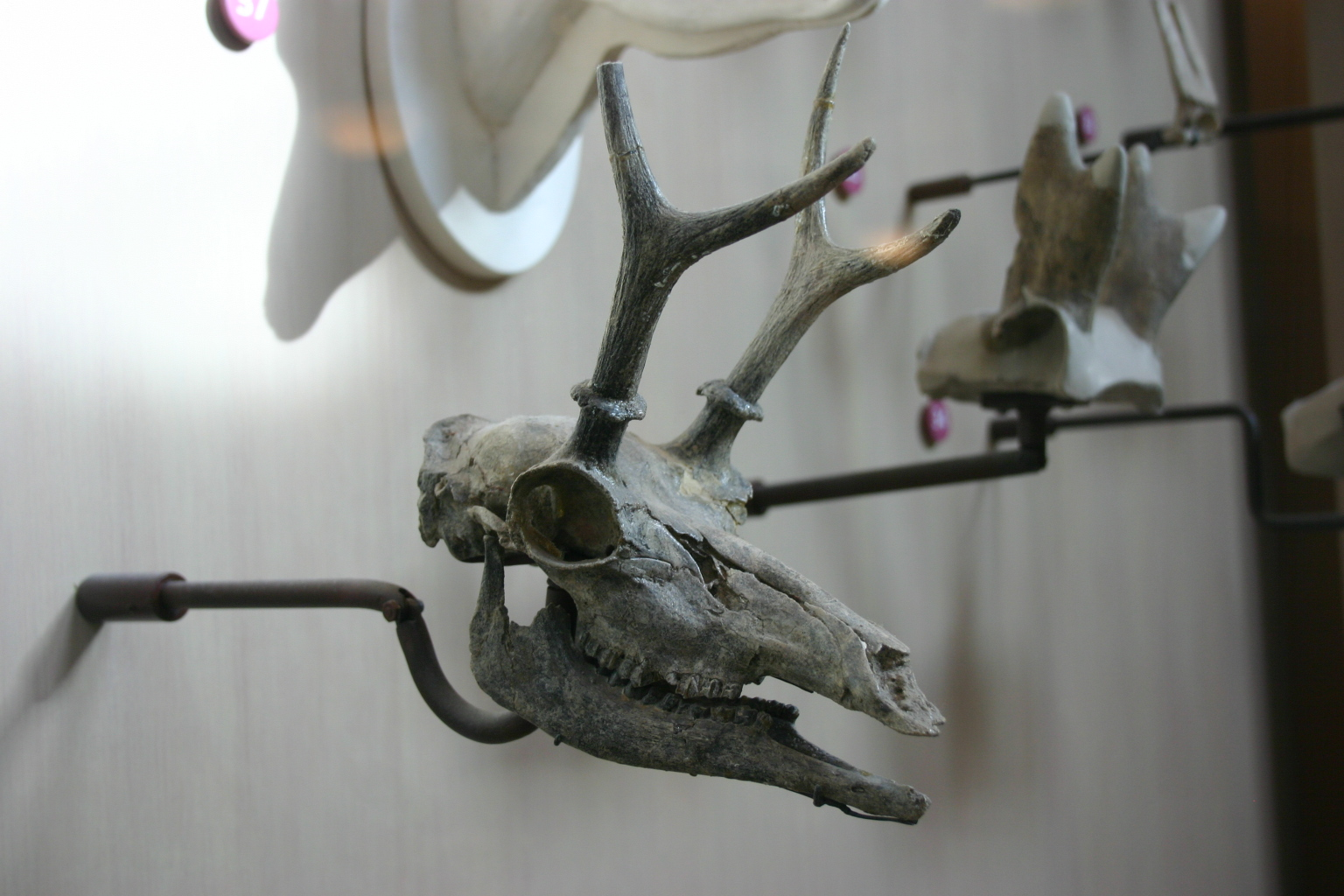
Череп Cosoryx furcatus

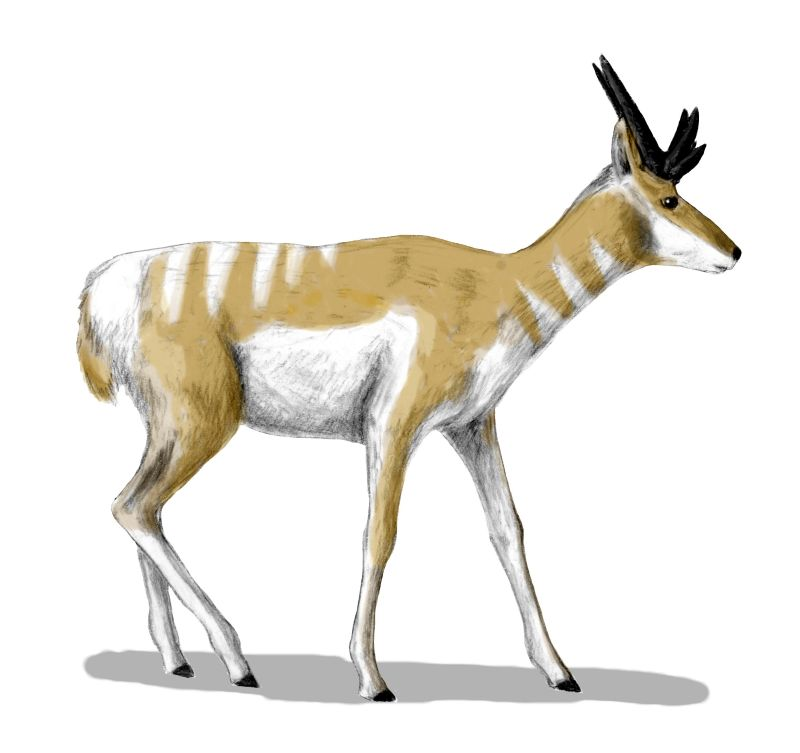
Osbornoceros osborni (реконструкція)

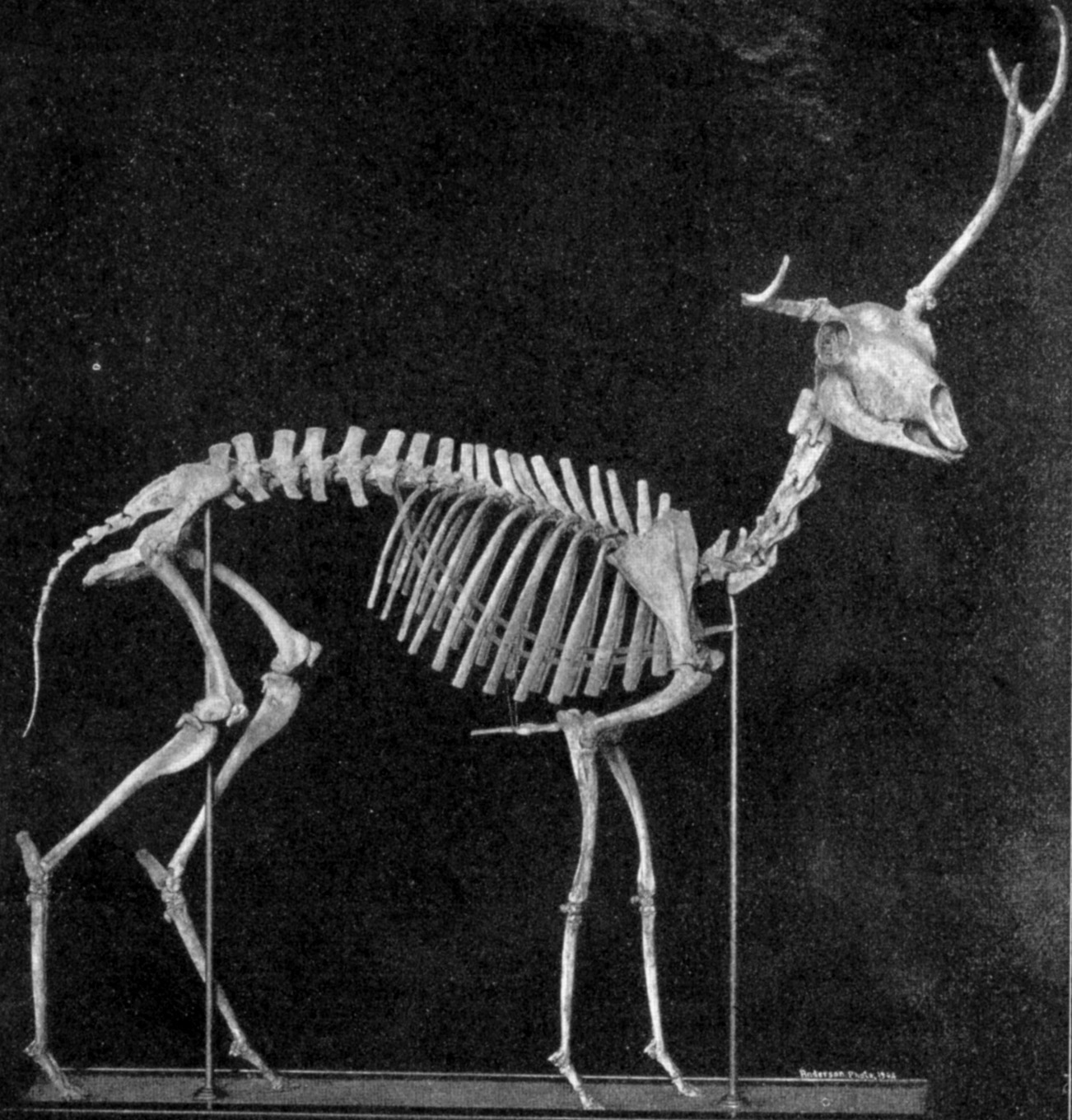
Скелет Ramoceros osborni

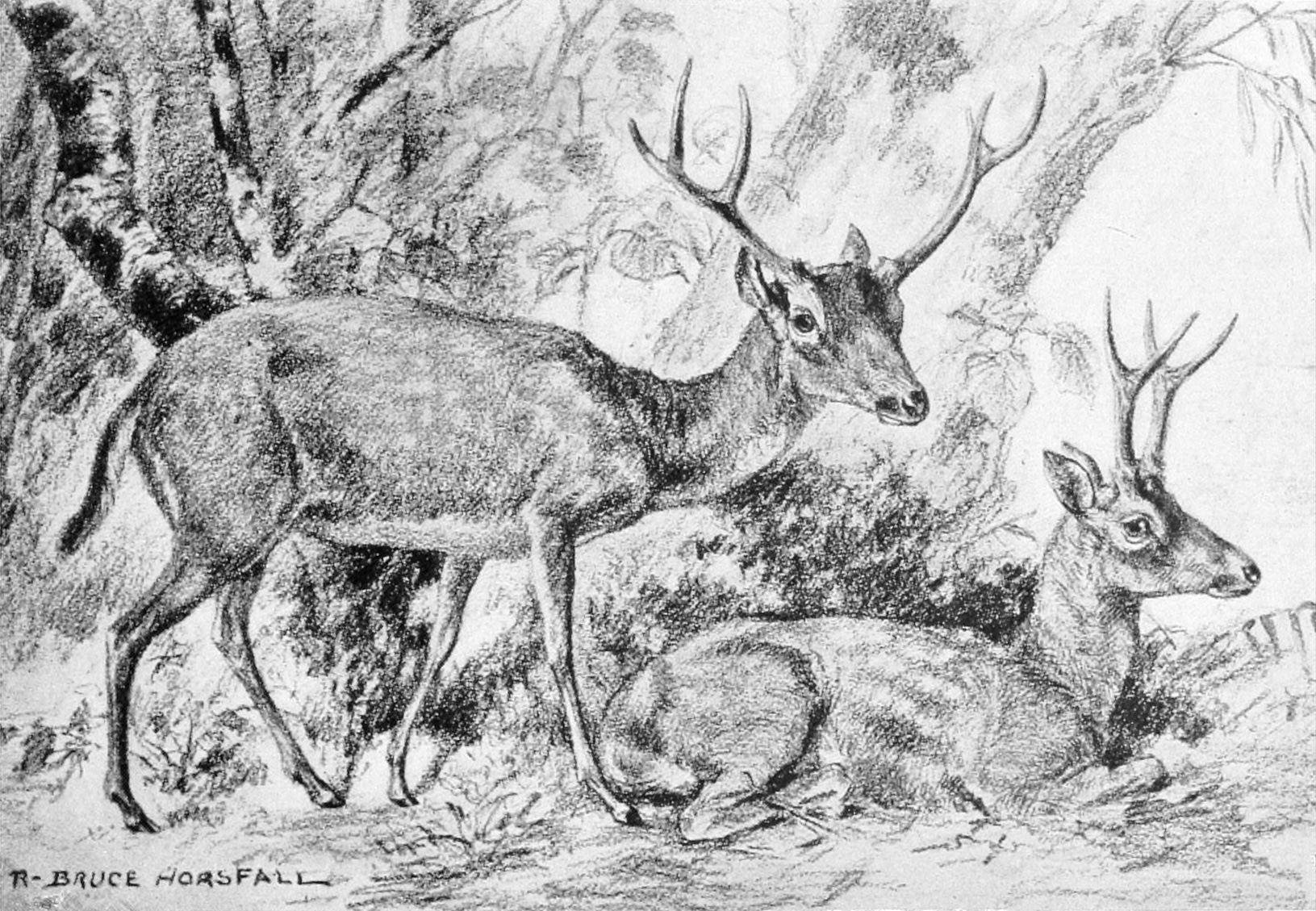
Ramoceros osborni (реконструкція)

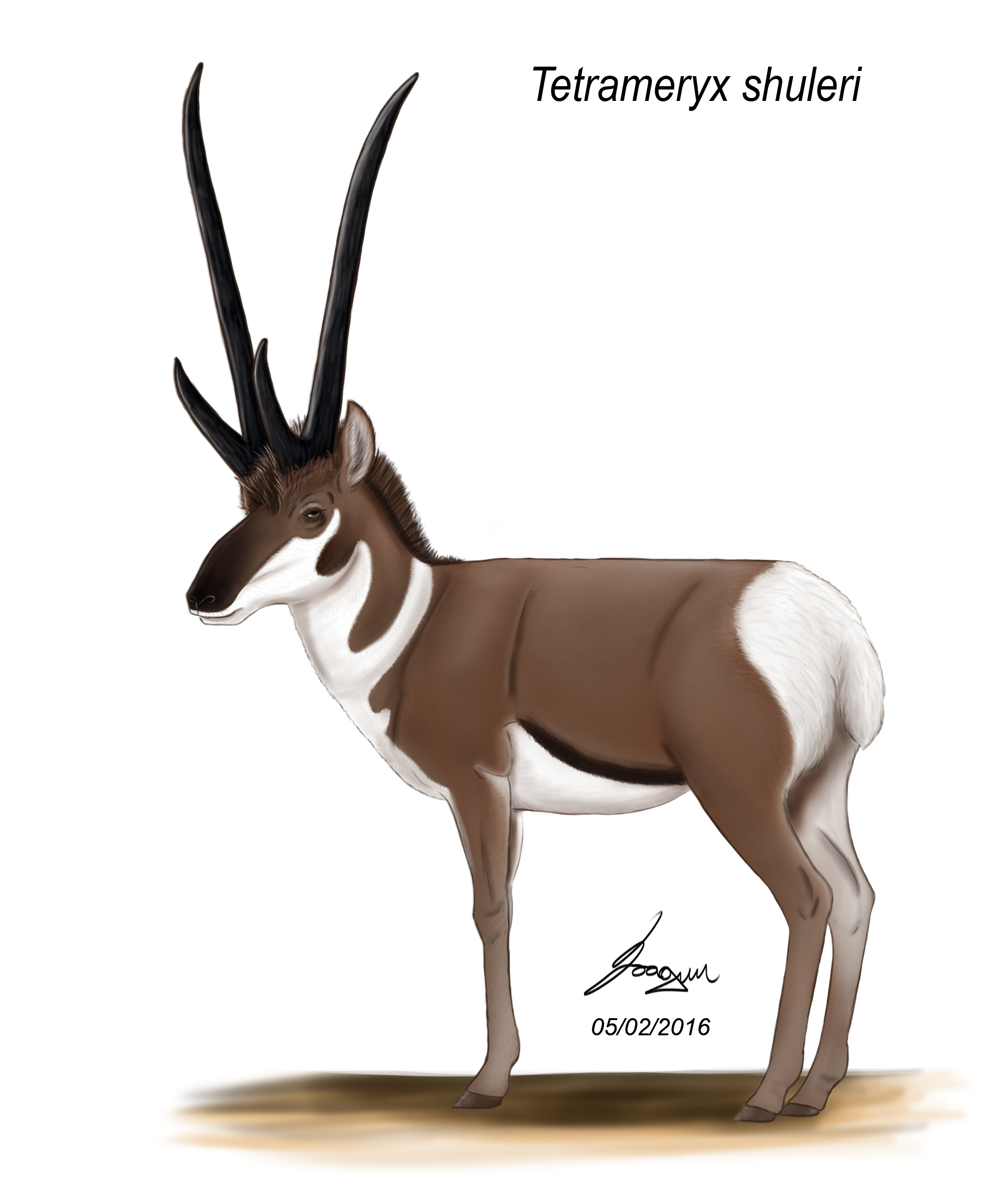
Tetrameryx shuleri (реконструкція)

        - A. a. americana - Вилоріг звичайний
        - A. a. mexicana - Вилоріг мексиканський
        - A. a. peninsularis - Вилоріг півострівний
        - A. a. sonoriensis - Вилоріг сонорський
        - A. a. oregona - Вилоріг орегонський

      - Antilocapra pacifica[1]

    - Рід †Texoceros[2]
      - Texoceros altidens
      - Texoceros edensis
      - Texoceros guymonensis
      - Texoceros minorei
      - Texoceros texanus
      - Texoceros vaughani

  - Триба †Ilingoceratini
    - Рід †Ilingoceros
      - Ilingoceros alexandrae
      - Ilingoceros schizoceros

    - Рід †Ottoceros[3]
      - Ottoceros peacevalleyensis

    - Рід †Plioceros[4]
      - Plioceros blicki
      - Plioceros dehlini
      - Plioceros floblairi

    - Рід †Sphenophalos[2]
      - Sphenophalos garciae
      - Sphenophalos middleswarti
      - Sphenophalos nevadanus

  - Триба †Proantilocaprini
    - Рід †Proantilocapra
      - Proantilocapra platycornea

    - Рід †Osbornoceros
      - Osbornoceros osborni

  - Триба Stockoceratini
    - Рід †Capromeryx - (= Breameryx)
      - Capromeryx arizonensis - (= B. arizonensis)
      - Capromeryx furcifer - (= B. minimus, C. minimus)
      - Capromeryx gidleyi - (= B. gidleyi)
      - Capromeryx mexicana - (= B. mexicana)
      - Capromeryx minor - (= B. minor)
      - Capromeryx tauntonensis

    - Рід †Ceratomeryx[3]
      - Ceratomeryx prenticei

    - Рід †Hayoceros
      - Hayoceros barbouri
      - Hayoceros falkenbachi

    - Рід †Hexameryx
      - Hexameryx simpsoni

    - Рід †Hexobelomeryx[3]
      - Hexobelomeryx fricki
      - Hexobelomeryx simpsoni

    - Рід †Stockoceros
      - Stockoceros conklingi (= S. onusrosagris)

    - Рід †Tetrameryx
      - Tetrameryx irvingtonensis
      - Tetrameryx knoxensis
      - Tetrameryx mooseri
      - Tetrameryx shuleri
      - Tetrameryx tacubayensis
- Підродина †Merycodontinae
  - Рід †Cosoryx
    - Cosoryx agilis
    - Cosoryx cerroensis
    - Cosoryx furcatus
    - Cosoryx ilfonensis
    - Cosoryx trilateralis

  - Рід †Meryceros[3]
    - Meryceros crucensis
    - Merycerus crucianus
    - Meryceros hookwayi
    - Meryceros joraki
    - Meryceros major
    - Meryceros nenzelensis
    - Meryceros warreni

  - Рід †Merycodus
    - Merycodus furcatus
    - Merycodus grandis
    - Merycodus necatus
    - Merycodus prodromus
    - Merycodus sabulonis

  - Рід †Paracosoryx[5]
    - Paracosoryx alticornis
    - Paracosoryx burgensis
    - Paracosoryx dawesensis
    - Paracosoryx furlongi
    - Paracosoryx loxoceros
    - Paracosoryx nevadensis
    - Paracosoryx wilsoni

  - Рід †Ramoceros
    - Ramoceros brevicornis
    - Ramoceros coronatus
    - Ramoceros marthae
    - Ramoceros merriami
    - Ramoceros osborni
    - Ramoceros palmatus
    - Ramoceros ramosus

  - Рід †Submeryceros[3]
    - Submeryceros crucianus
    - Submeryceros minimus
    - Submeryceros minor